# Canadian Songwriters Hall of Fame
Canadian Songwriters Hall of Fame je organizace, kterou roku 1998 založil hudební producent a vydavatel Frank Davies. Věnuje se oceňování různých osobností z oblasti hudby. Hlavní kategorie uděluje cenu významným autorům písní, dále oceňuje samotné písně a také osoby, které pomohli s jejich propagací. Ocenění získali například Paul Anka, Leonard Cohen, Rufus Wainwright, Gordon Lightfoot a Robbie Robertson. Cena, kterou ocenění dostávají, je miniaturou sochy Northern Island od sochařky Elizabeth Wyn Wood z roku 1927.